# Georges Griffiths
Georges Henri Griffiths (Treichville, 1990. február 24. – 2017. október 5.) elefántcsontparti labdarúgó, az NB I-ben a Lombard Pápa és a Diósgyőri VTK csatára volt.

## Pályafutása
Georges Griffiths hazájában, a AS Indienié Abengourou csapatában kezdte pályafutását, majd a Sirocco kölcsönjátékosaként került Európába, a cseh Sparta Praha tartalékcsapatához. 2013 februárjában írt alá az akkor NB I-ben szereplő Lombard Pápa csapatához. A Pápa színeiben a 2013–2014-es magyar bajnokságban 25 bajnoki találkozón 8 gólt szerzett, ezzel a csapat házi gólkirálya lett. 2014 nyarán a Diósgyőri VTK szerződtette. Két idényt töltött a miskolci csapatnál, 2016 májusában a lejáró szerződését nem hosszabbították meg. A Pápa színeiben 36 mérkőzésen tíz gólt szerzett az élvonalban, diósgyőri mezben 34 bajnoki mérkőzésen 8 alkalommal volt eredményes. 

## Magánélet
David Trezeguet és Thierry Henry  voltak a példaképei, egy interjúban úgy nyilatkozott, szívesen magára húzná a címeres magyar mezt.

## Halála
2017. október 5-én Abidjanban rablótámadás következtében 27 évesen vesztette életét.